# Apam
Apam és una ciutat de Ghana a la costa, capital del districte de Gomoa West a la Regió Central, que es troba aproximadament a 45 quilòmetres a l'est de la capital de la regió central, Cape Coast.
Apam és el lloc de Fort Lydsaamheid o Fort Patience, una fortalesa holandesa que es va completar en 1702, dominant el port pesquer i la ciutat des d'una península rocosa situada al costat sud de la ciutat. Apam era un port important en els temps anteriors a la independència, però després es va construir Tema els vaixells de càrrega foren prohibits a Apam. La ciutat té un Odikro (Cap de la ciutat). És també una ciutat important del regne tradicional de Gomoa Akyempim. Té una gran quantitat de pescadors, ja que la pesca és la principal indústria. Apam té una escola secundària, una emissora de FM, diverses esglésies i una exitosa indústria de la sal. La Llacuna Benyah s'utilitza per a la producció de sal.